# グランヴィル・バントック

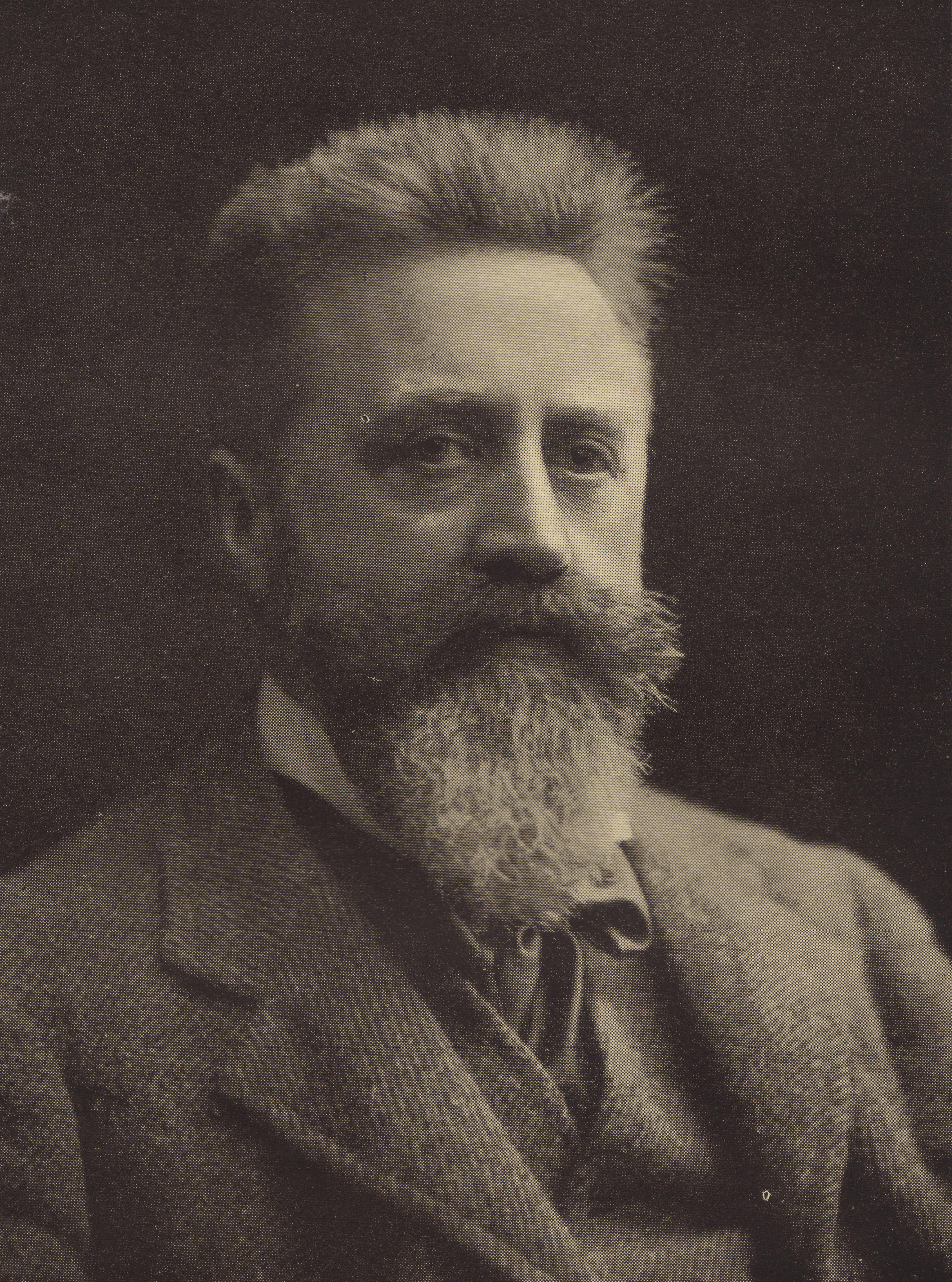
サー・グランヴィル・バントック（1913年撮影）

サー・グランヴィル・バントック（Sir Granville Bantock, 1868年8月7日 - 1946年10月16日）は、英国の作曲家・音楽教師。

## 人物
1908年から1934年までバーミンガム総合大学音楽科教授。異色の作曲家ハヴァーガル・ブライアンの親友として知られる。バーミンガム市交響楽団設立の際に発言力をもち、1920年9月の同楽団の初公演の際には、バントックの序曲《サウル》が上演された。1930年にナイトを受勲。
ヘブリディーズ諸島の民謡やワーグナー、リムスキー＝コルサコフやR.シュトラウスの音楽に触発された作風をとる。バントック作品のいくつかは、カンタータ《オマル・ハイヤームのルバイヤート》（1906年-1909年）のようにエキゾチックな要素を持っている。より知られた作品に、演奏会用序曲《はかなき恋のピエロ》（The Pierrot of the Minute, 1908年）、《ヘブリディーズ交響曲》（Hebridean Symphony, 1915年）、《異教風交響曲》（Pagan Symphony, 1928年）がある。